# Judith (Hebbel)
Judith ist eine Tragödie in fünf Akten von Friedrich Hebbel. Aufgeführt im Jahr 1840, ist es das erste von Hebbel geschriebene Drama. Hebbel variiert in seinem Drama die Geschichte der biblischen Judith.
Die schöne Witwe Judith geht unbewaffnet in das Heerlager des Holofernes, den sie nach dem Beischlaf mit dessen eigenem Schwert enthauptet, um ihr Volk zu retten. Die Geschichte ereignet sich bei der Belagerung der Stadt Bethulien durch die Truppen Nebukadnezars.

## Handlung

### Erster Akt
Das Lager des Holofernes
Ein Soldat beschwert sich bei Holofernes über einen Hauptmann. Holofernes lässt den Hauptmann mitsamt dem Soldaten töten. In zwei monologischen Passagen offenbart sich Holofernes als prinzipienloser Tyrann, der sich über Gott und die ganze Welt stellt. Der gerade ergangene Befehl seines Königs Nebukadnezar, alle Baal-Statuen vernichten zu lassen und nur mehr ihn selbst anzubeten, weckt in Holofernes die Gier, bald auch über seinem eigenen König zu thronen. Als Gesandte aus Libyen und Mesopotamien die Kapitulation ihrer Länder verkünden, widerstehen Holofernes’ Heer bloß noch die Hebräer (bei Hebbel: Ebräer). Achior warnt Holofernes vor der unbesiegbaren Macht des hebräischen Gottes und behauptet, dass die Bethulier nur unter der Bedingung zu besiegen seien, dass sie gegen ihren Gott gefrevelt haben. Holofernes empfindet diese Warnung als Provokation und verkündet: „Nun auf gen Bethulien!“

### Zweiter Akt
Gemach der Judith
Judith erzählt ihrer Magd Mirza von einem Traum, in dem sie auf einem Berg am Abgrund steht. Ebenso gesteht sie ihr, dass Männer sie anwidern, seit ihr – inzwischen toter – Mann am Morgen nach der Hochzeitsnacht mit Wahnsinnsblicken vor ihr gestanden und erklärt hat: „Ich kann nicht.“ Was genau in dieser Nacht vorgefallen ist, bleibt im Dunkeln. Als ihr Mann im Sterben lag, wollte er das Geheimnis der Hochzeitsnacht lüften, doch ihm versagte die Stimme.
Mirza rühmt Judiths Schönheit und rät ihr, sich wieder einen Mann zu nehmen. Ephraim überbringt die Nachricht, dass Holofernes vor den Toren steht. Weil Judith ihn verschmäht, will er sich umbringen. Judith verspricht ihm, ihn zu heiraten, wenn er Holofernes tötet. Weil er sich dazu nicht in der Lage sieht, verhöhnt sie nicht nur ihn, sondern die ganze männliche Sippschaft als Feiglinge. Sie beschließt, selbst gegen Holofernes zu kämpfen. Ephraim warnt sie mit den Worten: „Holofernes tötet die Weiber durch Küsse und Umarmungen, wie die Männer durch Spieß und Schwert.“

### Dritter Akt
Gemach der Judith
Judith beschließt, Holofernes zu verführen, und lässt sich von Mirza wie eine Braut schmücken.
Öffentlicher Platz in Bethulien
Die Bürger von Bethulien schildern sich gegenseitig Holofernes’ Grausamkeiten. Der stumme Daniel kann auf einmal sprechen und verlangt, dass sein Bruder Assad gesteinigt wird, weil er die Stadttore öffnen und sich ergeben wollte. Samaja dagegen verlangt, dass Daniel sich umbringen soll, weil er sich zum Brudermörder aufschwingen will. Josua schlägt vor, dass die Ältesten und Priester mit Holofernes verhandeln, um Bethulien zu retten. Der Älteste stimmt zu und will sich opfern. Judith widersetzt sich dem Plan und will selbst bei Holofernes vorsprechen, ohne allerdings ihren Leuten ihre Absichten offenzulegen. Achior weist Judith darauf hin, dass Holofernes die Weiber „nicht anders liebt wie Essen und Trinken“. Schließlich erfährt man, dass Daniel Samaja umgebracht hat, weshalb man ihm göttliche Macht zuspricht.

### Vierter Akt
Zelt des Holofernes
Holofernes hat in einem Alptraum zu seinem Dolch gegriffen und sich beinahe in die eigenen Rippen gestochen. Beim Aufwachen verspottet er seine Wächter, die in seinen Augen bereits gehofft haben, dass er nicht mehr lebt.
Judith wird bei ihm vorgelassen und kniet sich vor ihm nieder. Er habe nie eine schönere Frau gesehen, beteuert Holofernes. Judith behauptet, ihr Volk sei zum Untergang verdammt, weil es gegen Gott gesündigt habe, der wiederum Holofernes zu seinem Werkzeug erkoren habe, um es zu bestrafen. Der halb skeptische, halb von ihr gefangene Holofernes fängt an, ihr zu vertrauen, und setzt darauf, dass sie ihm nachts eines der Stadttore öffnet. Judith erbittet sich fünf Tage Bedenkzeit und erhält die Erlaubnis, sich ins Gebirge zurückzuziehen, um sich mit ihrem Gott zu beraten. Mirza ist entsetzt und hält sie für eine Verräterin.

### Fünfter Akt
Zelt des Holofernes
Der Hauptmann von Holofernes berichtet, dass die Ebräer in Todesstimmung verfallen sind und wegen der anhaltenden Dürre beinahe verhungern. Als Holofernes hört, dass selbiger Hauptmann versucht hat, sich Judith zu nähern, schlägt er ihn nieder.
Judith kehrt zurück und lässt sich von Holofernes küssen. Plötzlich taucht Ephraim auf, der Holofernes mit dem Schwert zu erschlagen sucht. Holofernes lässt ihn laufen und wundert sich über seine eigene Gnädigkeit. Holofernes befiehlt Judith, ihn anzubeten. Sie weigert sich. Sie zieht sich mit ihm in sein Zelt zurück. Wieder ist Mirza entsetzt. Judith schlägt dem schlafenden Holofernes nach dem Beischlaf den Kopf ab.
Öffentlicher Platz in Bethulien
Judith und Mirza finden ihr Volk verzweifelt vor. Als sie das blutige Haupt des toten Holofernes präsentieren, bricht Jubel aus. Die Männer machen sich auf, die kopflos gewordene assyrische Armee niederzumetzeln. Judith bittet die Priester, sie zu töten, sollte sie schwanger sein, und betet zu Gott, dass sie unfruchtbar ist.

## Aussagen des Dichters
„Das Weib muß nach der Herrschaft über Mann streben, weil sie fühlt, daß die Natur sie bestimmt hat, ihm unterwürfig zu seyn.“ (Tagebücher 4:5648)
„Die Judith der Bibel kann ich nicht brauchen. Dort ist Judith eine Wittwe, die den Holofernes durch List und Schlauheit in’s Netz lockt; sie freut sich, als sie seinen Kopf im Sack hat und singt und jubelt vor und mit ganz Israel drei Monde lang. Das ist gemein; eine solche Natur ist ihres Erfolgs gar nicht würdig [...]. Meine Judith wird durch ihre That paralysirt; sie erstarrt vor der Möglichkeit, einen Sohn des Holofernes zu gebären; es wird ihr klar, daß sie über die Gränzen hinaus gegangen ist, daß sie mindestens das Rechte aus unrechten Gründen gethan hat.“ (Tagebücher 2:1872)
„In der Judith zeichne ich die That eines Weibes, also den ärgsten Contrast, dies Wollen und Nicht-Können, dies Thun, was doch kein Handeln ist.“ (Tagebücher 1:1802)
„Die Gottheit selbst, wenn sie zur Erreichung großer Zwecke auf ein Individuum, unmittelbar einwirkt und sich dadurch einen willkürlichen Eingriff [...] ins Weltgetriebe erlaubt, kann ihr Werkzeug von der Zermalmung durch dasselbe Rad, das es einen Augenblick aufhielt oder lenkte, nicht schützen.“ (Tagebücher 1:1011)
„Gestern ging meine Judith [...] über das Hofburgtheather. [...] Ihrer Natur nach flößte sie dem Publikum Respekt ein, gewann ihm aber keine Liebe ab.“ (Tagebücher 3:4526)

## Aussagen über den Dichter
„Sein [Hebbels] Wesen ist herb revolutionär, voll von bitterer Kritik. Von dem Schema, daß, wenn der Held für eine berechtigte Idee gekämpft hat, der Held zwar unterliegen darf, aber die Idee siegen muß oder der Dichter ihr zummindesten den Sieg versprechen muß, ist wenig zu spüren. Im Morden ist er ein wahrer Shakespeare, am wohlsten ist ihm, wenn sich jemand durch Konsequenz der Leidenschaft zu Grunde richtet, alle seine Helden sind Trotzköpfe, die sich gegenseitig die Schädel einrennen, die Leidenschaften schildert er immer so groß, daß es dem Dichter die Mühe lohnt, sie zu beleuchten und vielleicht, wenn man Hebbel recht versteht, zu entschuldigen. Sehr schön ist die Judith, ein sexuelles Problem, eine überstarke Frau trotzt einem übergewaltigen Mann und rächt sich an ihm für die durch das Geschlecht ihr zu Teil gewordene Inferiorität. Dir insbesondere, dem alten Schätzer der Penthesileia, will ich die Judith warm empfehlen.“

## Interpretationen
Hebbels Judith im Vergleich zur biblischen Judit
Hebbel nimmt einige Änderungen an der biblischen Geschichte vor und gibt seiner Judith somit einen anderen Charakter. Wie auch in der biblischen Figur, ist Judith Außenseiterin, Sex-Symbol und die personifizierte Kastrationsangst, jedoch ist sie bei Hebbel nicht nur Täter, sondern auch Opfer. Diese Opferrolle ist teilweise selbstinszeniert. Weitere Änderungen, die Hebbel vornimmt, betreffen Judiths Schattenseite, die möglicherweise in ihrer Hochzeitsnacht zum Vorschein tritt, und die dazu führt (ebenfalls ein Unterschied), dass sie noch Jungfrau ist. Überdies ist Judith hier nicht lediglich – und vielleicht noch nicht einmal primär – gottesfürchtig, und Gott spielt eine eher untergeordnete Rolle. Judith hat einen unignorierbaren Sextrieb, der immer wieder durch ihren Kinderwunsch in Erscheinung tritt. Die neuere Forschung betont besonders, dass durch die von Hebbel vorgenommenen Modifikationen am biblischen Stoff Schwangerschaftsdiskurse in das Zentrum treten.

## Bearbeitungen
Das Stück war in parodierter Weise Vorlage für Johann Nestroys Travestie Judith und Holofernes aus dem Jahr 1849 mit Musik von Michael Hebenstreit.

## Textausgaben
- Judith. Eine Tragödie in fünf Akten. Nachwort von Helmut Bachmaier (= Reclams Universalbibliothek. Nr. 3161). Reclam, Stuttgart 1984 [u. ö.], ISBN 978-3-15-003161-2.
- Sämtliche Werke. Historisch-kritische Ausgabe. Herausgegeben von Richard Maria Werner. 2. Abteilung. Tagebücher. Bd. I und Bd. II. Herbert Lang, Bern 1970.